# The Wonder Years (Wonder Girls)
The Wonder Years è il primo album discografico del gruppo musicale sudcoreano Wonder Girls, pubblicato nel 2007 dall'etichetta discografica JYP Entertainment insieme a Universal Music Group.

## Tracce
1. I Wanna – 3:46 (Park Jin-young, Woo Seok-rhee)
2. This Fool (이바보 Ibabo) – 3:48 (Park Jin-young)
3. Tell Me – 3:37 (Park Jin-young, Mitchell John Dixon, Woo Seok-rhee)
4. Friend – 3:25 (testo: Tae Kwon – musica: Seo Ui-beom, Tae Kwon)
5. Headache – 3:31 (Tae Kwon)
6. So What (feat. David Kim) (뭐 어때 Mwo Eottae) – 4:04 (Brian Kim)
7. Wishing on a star – 3:32 (testo: Bag Chae-won – musica: Lyu Hyeong-seob)
8. Move (feat. Lee Min Woo) – 3:30 (Lee Min-woo)
9. Take It (가져가 Ga Jyeo Ga) – 3:46 (Park Jin-young, Tae Kwon)
10. Good bye – 3:32 (Park Jin-young)
11. Bad Boy – 3:11 (Park Jin-young)
12. It's Not Love (미안한 마음 ~tears~ Mianhan Ma-eum ~tears~) – 4:00 (Park Jin-young)
13. Irony – 4:04 (Park Jin-young)

Durata totale: 47:46

## Formazione
- Sunye – voce
- Sohee – voce
- Sunmi – voce
- Yubin – rapper
- Yeeun – voce
- HyunA – main vocal, rapper